# Cicurina tianmuensis
Cicurina tianmuensis är en spindelart som beskrevs av Song och Kim 1991. Cicurina tianmuensis ingår i släktet Cicurina och familjen kardarspindlar. Inga underarter finns listade i Catalogue of Life.